# Timothy McCarthy
Timothy McCarthy (Kinsale, 15 juli 1888 - Atlantische Oceaan, 16 maart 1917) was een Iers ontdekkingsreiziger.

## Biografie
McCarthy werkte als matroos op de Endurance-expeditie van Ernest Shackleton in 1914. De expeditie strandde op Elephanteiland. Dit eiland werd echter zelden aangedaan door walvisvaarders, waardoor de kans dat ze gered werden klein was.
Shackleton koos zes mannen om een lange zeetocht te maken naar Zuid-Georgia, dat 1.300 kilometer verder lag. McCarthy was een van de zes mannen die aan boord mochten van de James Caird, de sterkste reddingssloep. Vijftien dagen na hun vertrek op Elephanteiland bereikte het zestal Zuid-Georgia. Ernest Shackleton, Frank Worsley en Thomas Crean zochten naar hulp op het eiland. Dat vonden ze in walvishaven Stromness.
Tijdens de Eerste Wereldoorlog werkte hij voor de Royal Navy Reserve. Hij werkte op de olietanker SS Narragansett, die in 1917 getorpedeerd werd. McCarthy overleed op 28-jarige leeftijd, als eerste van de overlevers van de Endurance-expeditie.